# Penicillidia jenynsii
Penicillidia jenynsii är en tvåvingeart som först beskrevs av John Obadiah Westwood 1834.  Penicillidia jenynsii ingår i släktet Penicillidia och familjen lusflugor. Inga underarter finns listade i Catalogue of Life.